# Shahrestān di Quchan
Lo shahrestān di Quchan (farsi شهرستان قوچان) è uno dei 28 shahrestān del Razavi Khorasan, il capoluogo è Quchan. Lo shahrestān è suddiviso in 2 circoscrizioni (bakhsh): 
- Centrale (بخش مرکزی)
- Bajgiran (بخش باجگیران)